# Mionica (Serbia)
Mionica (cyr. Мионица) – miasto w Serbii, w okręgu kolubarskim, siedziba gminy Mionica. W 2011 roku liczyło 1620 mieszkańców.

## Historia
Legenda głosi, że Mionica zawdzięcza swoje imię pięknej właścicielce tawerny – Mionie ("mio" po Serbsku oznacza drogi, kochany). Pierwsza wzmianka o Mionice to rok 1818 i informacja, że wieś stanowi 38 domów. Najstarszym budynkiem w miasteczku jest kościół z 1856 roku.

## Miasta partnerskie
- Tomaszów Mazowiecki